# 威廉·威森

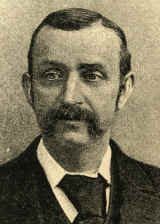
「一个成功的游泳技术教师应当与其它学科的教师一样努力去思考、应用，辛勤工作和持久的练习」（照片來源：國際游泳名人堂（International Swimming Hall of Fame））

威廉·威森（英語：William Wilson，1844年11月13日—1912年6月1日）是19世纪晚期苏格兰记者、游泳助教及教练。他对竞技游泳科学技术做出了重大贡献。在1883年威森出版了《游泳指导》，这本书是世界上第一本关于游泳科学的指导书，它定义了现代概念的划水动作效率、训练、比赛周期以及水上安全。

## 對於游泳的貢獻
- 圖文並茂地解釋游泳比賽的起跳和轉池。
- 改進幾個泳式的動作。
- 制訂了第一個救生演習方法。
- 開創了包括水上和陸上的訓練方式。
- 首位游泳體育報章記者。
- 設計創新的室內游泳池。[1]

## 水球
在1877年，威森创建了一整套水球运动规则，他称此运动为“水上足球”。第一次水球比赛是在苏格兰阿伯丁的Bon Accord节期间内进行的，比赛场地位于迪河。
1885年，大不列颠游泳协会承认了现在我们称之为水球的运动，而规则就是从威森的规则中发展起来的。当此运动散播到欧洲、美洲、澳大利亚以后，这套规则也成为FINA国际规则。

## 拯溺
1891年，威森在报纸上登出了一系列关于救生程序的图文并茂的文章，为此他得到了当地游泳俱乐部为精通水上救生技术的人而设的奖项。威森的救生方法被制作成了手册。因为认识到他的贡献，他被皇家救生协会选为第一救生官。